# Nickel (album)
Pour les articles homonymes, voir Nickel (homonymie).
Albums de Alain Souchon
Ultra moderne solitude
(1988) C'est déjà ça
(1993)
Nickel est le troisième album live d'Alain Souchon sorti en 1990.
L'album s'est vendu à plus de 200 000 exemplaires en France, où il est certifié double disque d'or.
Il est sacré meilleur album de l'année aux Victoires de la musique de l'année 1991, chose extrêmement rare pour un album live. Alain Souchon était en compétition face à Michel Sardou (Le Privilège) et Patrick Bruel (Alors regarde).

## Titres
| No  | Titre                      | Durée |
| --- | -------------------------- | ----- |
| 1.  | Les jours sans moi         | 3:44  |
| 2.  | Toto 30 ans                | 2:39  |
| 3.  | Poulailler's Song          | 2:12  |
| 4.  | Portbail                   | 2:15  |
| 5.  | Tout me fait peur          | 3:33  |
| 6.  | Le Bagad de Lann-Bihoué    | 5:09  |
| 7.  | Les Cadors                 | 4:18  |
| 8.  | La Beauté d'Ava Gardner    | 2:25  |
| 9.  | Casablanca                 | 3:20  |
| 10. | J'ai perdu ce que j'aimais | 2:45  |
| 11. | La Ballade de Jim          | 4:33  |
| 12. | Y'a d'la rumba dans l'air  | 3:19  |
| 13. | On s'aime pas              | 4:28  |
| 14. | On se cache des choses     | 1:22  |
| 15. | J'veux du cuir             | 3:36  |
| 16. | La Chanson parfaite        | 2:44  |
| 17. | C'est comme vous voulez    | 4:14  |
| 18. | Ultra moderne solitude     | 4:07  |
| 19. | Quand j'serai K.O.         | 3:31  |
| 20. | On avance                  | 4:35  |
| 21. | S'asseoir par terre        | 3:17  |
| 22. | Bidon                      | 3:19  |

## Personnels
Toutes les données sont extraites du livret du CD.

### Musiciens
- Véronique Lortal : claviers et chœurs
- Michel-Yves Kochmann : guitares
- Jean-Christophe Soullier : claviers
- Christophe Deschamps : batterie et chœurs
- Guy Delacroix : basse, guitares et chœurs
- Bruno Lasnier : guitares et chœurs
- Patrick Bourgoin : saxophone et clarinette

### Réalisation
- Photo : Eddie Monsoon

- Réalisation artistique : Michel Cœuriot

- Enregistré au Casino de Paris les 20, 21 et 22 octobre 1989.
- Enregistré et produit par Michel Cœuriot
- Ingénieur : Didier Lozaïc
- Enregistré par "Le Voyageur"
- Gravure : Translab
- Mixé au Studio du Manoir et au studio Plus Trente
- Régie principale : Robert Adami, Russel Neff
- Administration : Alain Berger
- Son salle : Gérard Trevignon
- Son scène : Philippe Corot, Laurent Ballin
- Conception des éclairages : Rock Segovia, Abdelasis Touil
- Éclairages : Christian Meric, Hervé Marzin, Jean-Pierre Menut
- Backline : Serge Thomassin, Christian Jube
- Maquilleuse : Malka Braun
- Design : Michael Nash Assoc